# Lazirkî, Orjîțea
Lazirkî (în ucraineană Лазірки) este o comună în raionul Orjîțea, regiunea Poltava, Ucraina, formată numai din satul de reședință.

## Demografie
Componența lingvistică a comunei Lazirkî
     Ucraineană (97,73%)
     Rusă (2,02%)
     Alte limbi (0,08%)
Conform recensământului din 2001, majoritatea populației comunei Lazirkî era vorbitoare de ucraineană (97,73%), existând în minoritate și vorbitori de rusă (2,02%).